# Monte Formoso

Monte Formoso este un oraș în Minas Gerais (MG), Brazilia.